# 데비 퍼거슨

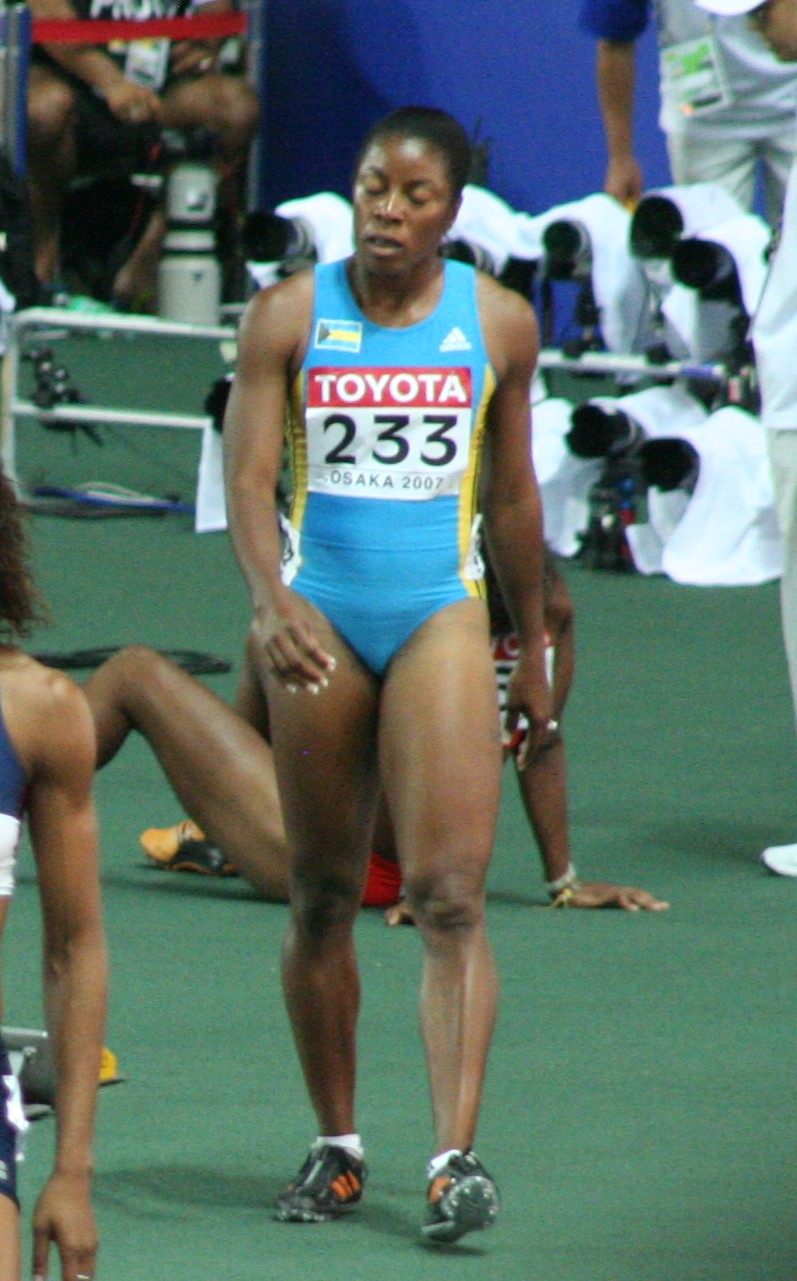

데비 퍼거슨-맥켄지(영어: Debbie Ferguson-McKenzie, 1976년 1월 16일 ~ )는 바하마의 육상 선수이다.
그녀는 1999년 팬아메리칸 게임과 1999년 세계 육상 선수권 대회에서 금메달을 획득했고 다음해 올림픽에서 또 다른 금메달을 획득했다. 그녀는 2001년 세계 선수권 대회에서 자신의 첫번째 개인전 금메달을 획득했다. 처음에 은메달을 획득한 금메달리스트 매리언 존스는 나중에 실격되었다.
2002 시즌은 퍼거슨-맥켄지에 대한 경력이 많았다. 그녀는 2004년 올림픽 200m에서 동메달을 획득했다. 그녀는 2007년 세계 선수권 대회 결승에 진출하지 못했다. 그러나, 그녀는 2008년 베이징 올림픽에서 100m와 200m 결승전에 간신히 진출했다.

## 인물 정보
퍼거슨은 바하마 나소의 세인트 앤드류 학교에 다녔고 1994년에 졸업했다.
그녀는 2002년에 유엔 식량 농업 기구에 대한 대사로 임명되었다.
그녀는 2008년 하계 올림픽 100m 단거리 경주에 참가했다. 자신의 1라운드 열에서 그녀는 2라운드에 진출했고 11분 17초의 시간으로 올루다몰라 오사요미 뒤에서 2위를 했다. 퍼거슨은 결승전에서 11분 19초로 들어왔고, 7위를 했다.